# Меньчукова
Меньчуко́ва — деревня в Куйтунском районе Иркутской области России. Входит в состав Большекашелакского сельского поселения.

## География
Деревня находится на расстоянии 33 км к югу от рабочего посёлка Куйтун, административного центра района.

## История
Основана в 1908 году. В 1926 году посёлок Меньшиковский состоял из 33 хозяйств. Этнический состав пёстрый — русские, украинцы, белорусы, немцы, чуваши. В административном отношении находился в составе Больше-Кашелакского сельсовета Кимильтейского района Тулунского округа Сибирского края.

## Население
| 2002 | 2010 | 2011 | 2012 |
| ---- | ---- | ---- | ---- |
| 22   | ↘5   | →5   | →5   |

### Половой состав
По данным Всероссийской переписи, в 2010 году в деревне проживало 5 человек (3 мужчины и 2 женщины).

## Галерея

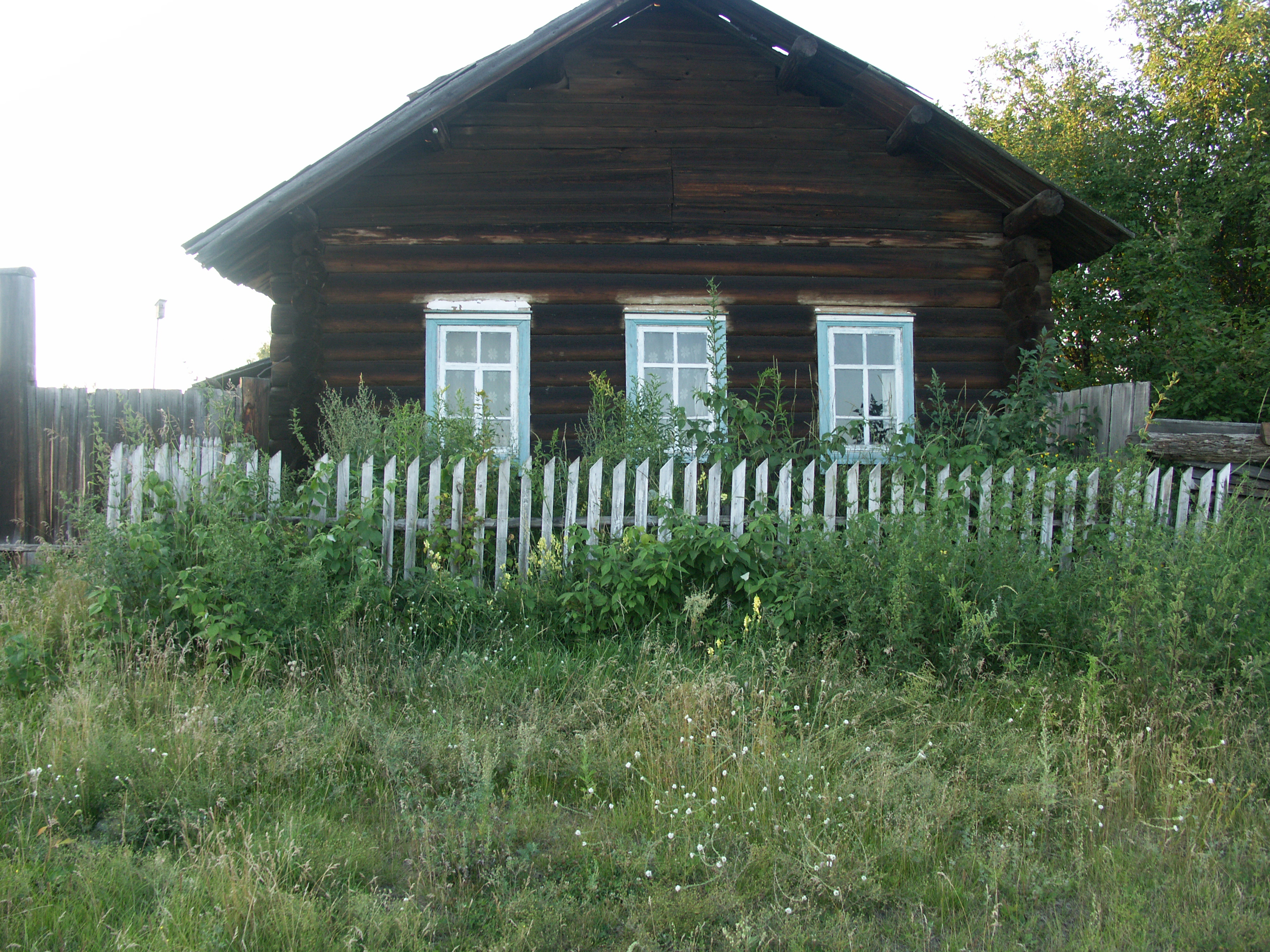
Дом Найбауэров-Солдатенко
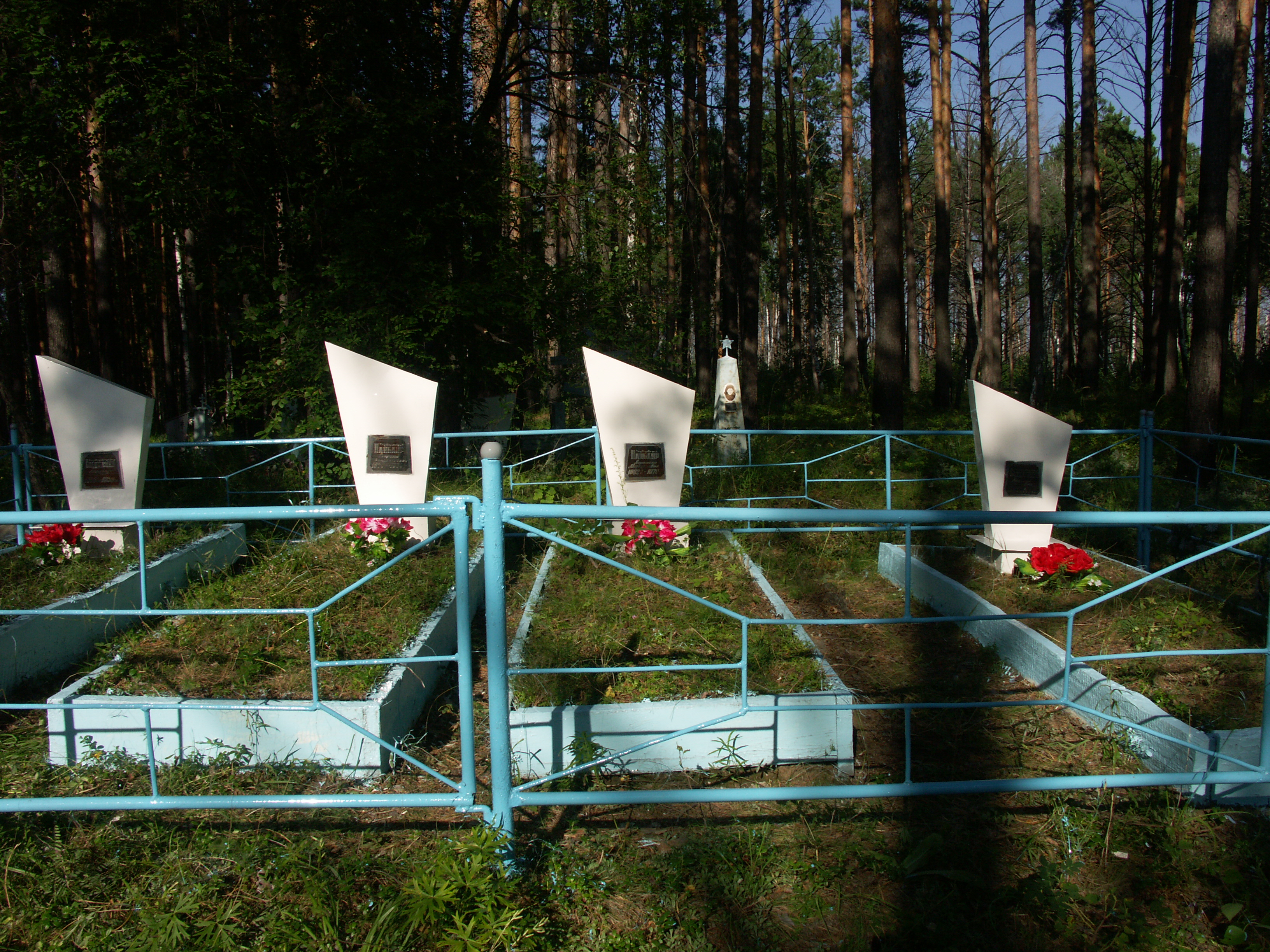
На деревенском кладбище